# Esperimenti sulla radiazione cosmica di fondo

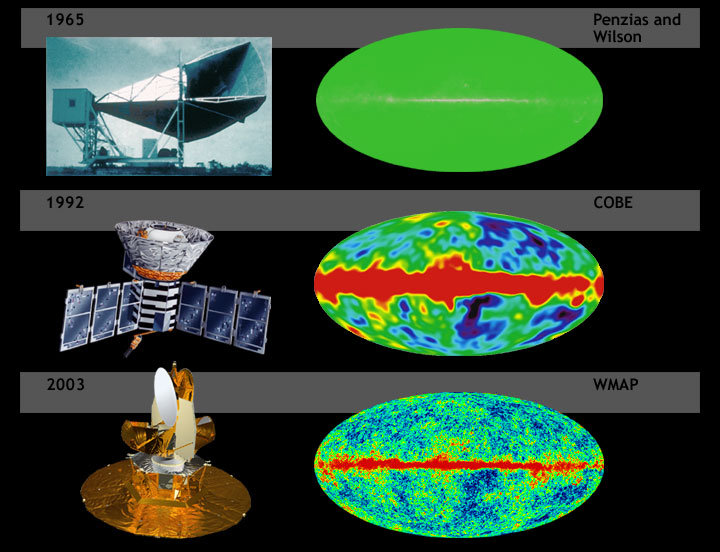
Comparazione dei dati sulla radiazione di fondo ottenuti con WMAP, COBE e telescopio Penzias e Wilson.

Dalla scoperta nel 1964 della radiazione cosmica di fondo, da parte degli astronomi Arno Penzias e Robert Woodrow Wilson, si sono susseguiti una varietà di esperimenti finalizzati alla ricezione e allo studio della CMB. Tra i tanti esperimenti, i più importanti sono stati:
- COBE, il primo esperimento che ha misurato le temperature delle anisotropie nella CMB, scoprendo anche che presenta uno spettro elettromagnetico simile ad un corpo nero.
- DASI, il primo a determinare il segnale di polarizzazione della CMB.
- Telescopio CBI, il primo ad ottenere osservazioni in alta risoluzione, e il primo ad ottenere lo spettro di polarizzazione E-mode.
- WMAP, l'esperimento che ha dato osservazioni della CMB a più alta risoluzione.

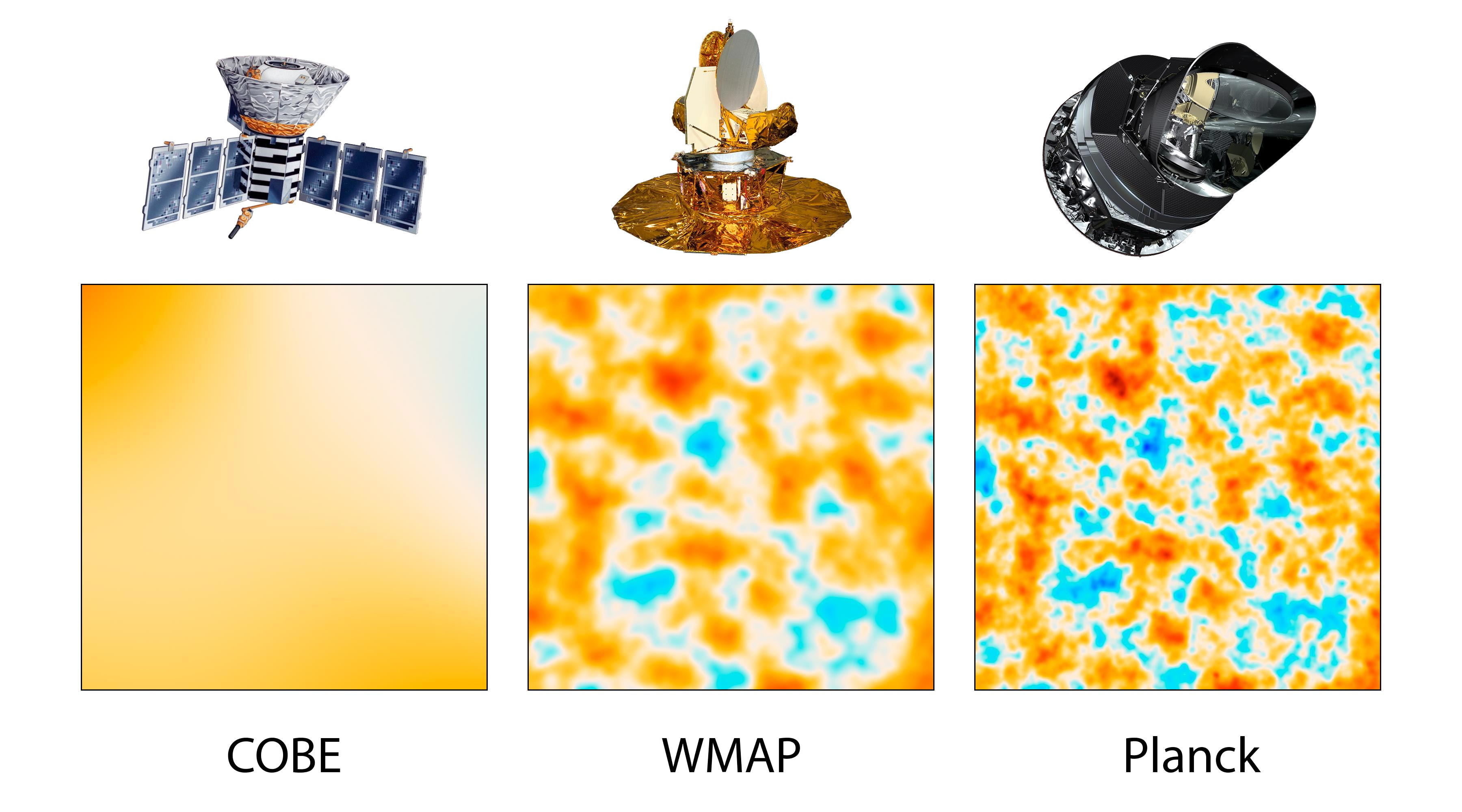
Confronto delle CMBR risultate da COBE, WMAP e Planck

La progettazione degli esperimenti cosmica di fondo è un compito molto impegnativo. I maggiori problemi sono i ricevitori, le ottiche del telescopio e l'atmosfera. Sono state sviluppate molte tecnologie per i ricevitori a microonde, come l'HEMT, il superconduttore-isolante-superconduttore, il circuito integrato monolitico a microonde e il bolometro. Generalmente, gli esperimenti montano complicati sistemi di criogenia per mantenere bassa la temperatura dell'amplificatore. Altri esperimenti consistono in uno o più interferometri, che si limitano a misurare le fluttuazioni spaziali dei segnali provenienti dal cosmo, e sono insensibili alla temperatura media di fondo di 2,7 K.
Un altro problema per questi esperimenti è il rumore 1/f intrinseco a tutti i rilevatori. Solitamente, gli esperimenti vengono progettati in maniera tale da minimizzare questo tipo di rumore. Per minimizzare i lobi secondari del segnale, i gruppi ottici solitamente usano elaborati sistemi di lenti e antenne a tromba alimentate. Infine, l'atmosfera è un problema perché l'acqua assorbe le radiazioni a microonde (principio utilizzato nei forni a microonde): essendo la radiazione di fondo un segnale alla lunghezza d'onda delle microonde, questo problema ne rende difficoltosa l'osservazione da terra. Per questo, lo studio della CMB fa sempre più uso di esperimenti aerei o spaziali. Gli esperimenti a terra, invece, si trovano quasi sempre in posti secchi come le Ande cilene o il Polo sud.

## Esperimenti
| Immagine  | Nome                                                                           | Inizio           | Fine | Tipo esperimento | Localizzazione                                   | Frequenza (GHz)     | Tipo di amplificazione | Obiettivi | Note              |
| --------- | ------------------------------------------------------------------------------ | ---------------- | ---- | ---------------- | ------------------------------------------------ | ------------------- | ---------------------- | --- | ----------------- |
|           | Advanced Cosmic Microwave Explorer (ACME) HACME: HEMT+ACME                     | 1988             | 1996 | Terra            |                                                  | 26–35; 38–45        | HEMT                   | Anisotropie temperatura CMB | [ 1 ]             |
|           | Antarctic Plateau Anisotropy Chasing Experiment (APACHE)                       | 1995             | 1996 | Terra            | Antartide                                        | 100, 150, 250       | Bolometro              | Anisotropie temperatura CMB | [ 1 ]             |
|           | Absolute Radiometer for Cosmology, Astrophysics, and Diffuse Emission (ARCADE) | 2001             | —    | Pallone          |                                                  | 3, 5, 7, 10, 30, 90 | HEMT                   | Spettro CMB | [ 1 ]             |
| Archeops  | Archeops                                                                       | 1999             | 2002 | Pallone          |                                                  | 143, 217, 353, 545  | Bolometro              | Misura delle anisotropie di temperatura della CMB                                                                                             | [ 1 ]             |
|           | Arcminute Cosmology Bolometer Array Receiver (ACBAR)                           | 2001             | —    | Terra            |                                                  | 150, 219, 274       | Bolometro              | Misura delle anisotropie di temperatura della CMB                                                                                             | [ 1 ]             |
| AMI       | Arcminute Microkelvin Imager (AMI)                                             | 2005             | —    | Terra            | Regno Unito: Mullard Radio Astronomy Observatory | 12-18               | Interferometro         | Effetto Sunyaev-Zel'dovich, Misura delle anisotropie di temperatura della CMB                                                                 | [ 1 ]             |
|           | ARGO                                                                           | 1988, 1990, 1993 | 1993 | Pallone          |                                                  | 150-600             | Bolometro              | | [ 1 ]             |
| AMiBA     | Array for Microwave Background Anisotropy (AMiBA)                              | 2002             | —    | Terra            | Hawaii: Mauna Loa                                | 86-102              | MMIC                   | Effetto Sunyaev-Zel'dovich; polarizzazione | [ 1 ] [ 2 ] [ 3 ] |
| ACT       | Atacama Cosmology Telescope (ACT)                                              | 2007             | —    | Terra            | Cile: Deserto di Atacama                         | 145, 225, 265       | Bolometro              | Misura delle anisotropie di temperatura della CMB                                                                                             | [ 1 ]             |
| APEX      | Atacama Pathfinder Experiment (APEX)                                           | 2005             | —    | Terra            |                                                  | 150, 217            | Bolometro              | Misura delle anisotropie di temperatura della CMB; effetto Sunyaev-Zel'dovich                                                                 | [ 1 ]             |
| ATCA      | Australia Telescope Compact Array (ATCA)                                       | 1991             | 1997 | Terra            |                                                  | 8.7                 | HEMT                   | | [ 1 ]             |
|           | Background Emission Anisotropy Scanning Telescope (BEAST)                      | 2000             | —    | Pallone, terra   |                                                  | 25-35; 38-45        | HEMT                   | Osservatorio presso la stazione di ricerca dell'Università della California, stazione di ricerca White Mountain Peak                          | [ 1 ]             |
|           | Background Imaging of Cosmic Extragalactic Polarization (BICEP)                | 2006             | 2008 | Terra            | Polo Sud                                         | 100, 150            | Bolometro              | Misura della polarizzazione su larga scala con maggiore precisione                                                                            | [ 1 ]             |
|           | Balloon-borne Anisotropy Measurement (BAM)                                     | 1995             | 1998 | Pallone          | Pallone UBC                                      | 110-250             | Spettrometro           | | [ 1 ]             |
|           | Balloon-borne Radiometers for Sky Polarisation Observations (BaR-SPoRT)        | Future           | —    | Pallone          |                                                  | 32, 90              | Polarizzatore / OMT    | | [ 1 ]             |
|           | Berkeley-Illinois-Maryland Association (BIMA)                                  | 1986             | 2004 | Terra            |                                                  | 70-116; 210-270     | SIS                    | | [ 1 ]             |
| BOOMERanG | Esperimento BOOMERanG                                                          | 1997             | 2003 | Pallone          | Antartide                                        | 90-420              | Bolometro              | Misura delle anisotropie di temperatura della CMB con precisione migliorata                                                                   | [ 1 ]             |
|           | B-mode RAdiation INterferometer (BRAIN)                                        | -                | —    | Terra            | Dome C, Antartide                                |                     |                        | |                   |
|           | Clover                                                                         | -                | —    | Terra            |                                                  | 97, 150, 230        | Bolometro              | Misura delle fluttuazioni su piccola scala a precisione migliorata, e la polarizzazione B-mode                                                | [ 1 ]             |
|           | Cosmic Anisotropy Polarization Mapper (CAPMAP)                                 | 2002             | —    | Terra            |                                                  | 40, 90              | MMIC/HEMT              | | [ 1 ]             |
|           | Cosmic Anisotropy Telescope (CAT)                                              | 1994             | 1997 | Terra            | Mullard Radio Astronomy Observatory              | 13-17               | Interferometro / HEMT  | Misura delle fluttuazioni a scala piccolissima in regioni piccole dell'universo                                                               | [ 1 ]             |
| CBI       | Telescopio CBI (CBI)                                                           | 2002             | 2008 | Terra            | Osservatorio Llano de Chajnantor, Cile           | 26-36               | HEMT                   | Misura delle fluttuazioni a scala piccolissima in regioni piccole dell'universo con precisione maggiore, e la polarizzazione della CMB        | [ 1 ]             |
|           | COSMOSOMAS                                                                     | 1998             | —    | Terra            | Osservatorio del Teide, Tenerife, Spagna         | 10-18               | HEMT                   | Esperimenti a scansione circolare per la CMB                                                                                                  | [ 1 ]             |
| COBE      | Cosmic Background Explorer (COBE)                                              | 1989             | 1993 | Spazio           | Orbita geocentrica                               |                     |                        | Misura delle anisotropie di temperatura della CMB                                                                                             | [ 1 ]             |
|           | Cosmological Gene                                                              | 1999             | —    | Terra            |                                                  | da 0.6 a 32         | HEMT                   | | [ 1 ]             |
|           | Degree Angular Scale Interferometer (DASI)                                     | 1999             | 2003 | Terra            |                                                  | 26-36               | HEMT                   | Temperatura e polarizzazione al Polo Sud | [ 1 ]             |
|           | E and B Experiment (EBEX)                                                      | In futuro        | —    | Pallone          | Antartide                                        | 150-450             | Bolometro              | Immagine larga e ad altà fedeltà delle anisotropie di polarizzazione della CMB e rilevazione delle onde gravitazionali inflazionarie di fondo | [ 1 ]             |
|           | Far Infra-Red Survey (FIRS)                                                    | 1989             | 1989 | Pallone          |                                                  | 170-680             | Bolometro              | | [ 1 ]             |
|           | KU-band Polarization IDentifier (KUPID)                                        | 2003             | —    | Terra            |                                                  | 12-18               | HEMT                   | | [ 1 ]             |
|           | Medium Scale Anisotropy Measurement (MSAM)                                     | 1992             | 1997 | Pallone          |                                                  | 150-650             | Bolometro              | | [ 1 ]             |
| MAXIMA    | Millimeter Anisotropy eXperiment IMaging Array (MAXIMA)                        | 1995, 1998, 1999 | 1999 | Pallone          | Palestine, Texas                                 | 150-420             | Bolometro              | Misura delle fluttuazioni su scala media con precisione migliorata                                                                            | [ 1 ]             |
|           | Millimeter Interferometer (MINT)                                               | In futuro        | —    | Terra            |                                                  | 150                 | SIS                    | | [ 1 ]             |
|           | Millimeter-Wave Bolometric Interferometer (MBI-B)                              | In futuro        | —    | Terra            |                                                  | 90                  | Bolometro              | | [ 1 ]             |
|           | Mobile Anisotropy Telescope (MAT)                                              | 1997, 1998       | 1998 | Terra            |                                                  | 30-140              | HEMT / SIS             | | [ 1 ]             |
|           | Planck Surveyor                                                                | 2009             | —    | Spazio           | Lagrange 2                                       | 30-857              | HEMT / Bolometro       | Polarizzazione; Misura delle anisotropie di temperatura della CMB                                                                             | [ 1 ]             |
|           | Polarization Observations of Large Angular Regions (POLAR)                     | 2000             | 2000 | Terra            |                                                  | 26-46               | HEMT                   | | [ 1 ]             |
| POLARBEAR | Polarization of Background Microwave Radiation (POLARBEAR)                     | 2012             | —    | Terra            | Osservatorio Llano de Chajnantor, Cile           | 90-240              | Bolometro              | Misura dei modi-B della polarizzazione su scala piccola                                                                                       | [ 1 ]             |
|           | Polatron                                                                       | -                | —    | Terra            |                                                  | 100                 | Bolometro              | | [ 1 ]             |
|           | Princeton I, Q, and U Experiment (PIQUE)                                       | 2002             | 2002 | Pallone          |                                                  | 90                  | Bolometro              | | [ 1 ]             |
|           | Python                                                                         | 1992             | 1997 | Terra            |                                                  | 30-90               | HEMT / Bolometro       | | [ 1 ]             |
|           | QMAP                                                                           | 1996             | 1996 | Terra            |                                                  | 30-140              | HEMT / SIS             | | [ 1 ]             |
| QUaD      | QUaD                                                                           | 2005             | 2007 | Terra            | Polo Sud                                         | 100, 150            | Bolometro              | Misura della polarizzazione intermedia con una precisione migliorata.                                                                         | [ 1 ]             |
|           | Qubic                                                                          | In futuro        | —    | Terra            |                                                  | 97, 150, 230        | Bolometro              | Misura della polarizzazione B-mode su scala media                                                                                             |                   |
|           | Q/U Imaging ExperimenT (QUIET)                                                 | 2008             | —    | Terra            | Osservatorio Llano de Chajnantor, Cile           | 40, 90              | HEMT                   | | [ 1 ]             |
|           | RELIKT-1                                                                       | 1983             | 1984 | Spazio           | Orbita geocentrica                               |                     |                        | Misura delle anisotropie di temperatura della CMB                                                                                             | [ 1 ]             |
|           | Esperimento Saskatoon                                                          | 1993             | 1995 | Terra            | Saskatchewan                                     | 26-46               | HEMT                   | | [ 1 ]             |
|           | SPOrt                                                                          | -                | —    | Spazio           | Stazione spaziale internazionale                 |                     |                        | Polarizzazione | [ 1 ]             |
|           | South Pole Telescope                                                           | 2006             |      | Terra            | Polo Sud                                         |                     |                        | Misura delle fluttazioni e della polarizzazione su piccola scala                                                                              | [ 1 ]             |
|           | Spider CMB                                                                     | 2011             |      | Pallone          |                                                  | 90, 150, 220        | Bolometro              | Misura della polarizzazione su grandissima scala                                                                                              |                   |
| SZA       | Sunyaev-Zeldovich Array (SZA)                                                  | In futuro        | —    | Terra            |                                                  | 26-36; 85-115       | Interferometer         | Effetto Sunyaev-Zel'dovich | [ 1 ]             |
|           | Sunyaev-Zeldovich Infrared Experiment (SuZIE)                                  | 1996             | —    | Terra            |                                                  | 150, 220, 350       | Bolometro              | Effetto Sunyaev-Zel'dovich | [ 1 ]             |
|           | TEsperimento Tenerife                                                          | 1984             | 2000 | Terra            | Tenerife                                         | 10, 15, 33          | HEMT                   | | [ 1 ]             |
|           | TopHat                                                                         | 2002             | —    | Pallone          |                                                  | 150-720             | Bolometro              | | [ 1 ]             |
|           | Very Small Array                                                               | 2002             | 2008 | Terra            |                                                  | 26-36               | Interferometro / HEMT  | Misura delle fluttuazioni su scala intermedia e piccola, con precisione migliorata                                                            | [ 1 ]             |
| WMAP      | Wilkinson Microwave Anisotropy Probe (WMAP)                                    | 2001             | —    | Spazio           | Lagrange 2                                       | 23-94               | HEMT                   | Misura delle anisotropie di temperatura della CMB; Polarizzazione                                                                             | [ 1 ]             |